# 拉斐尔·贝克
拉斐尔·贝克（德語：Raphael Beck，1992年3月6日—），德国男子羽毛球運動員，擅長雙打項目。

## 簡歷
拉斐尔·贝克自9歲開始接觸羽毛球運動；在國內曾效力「BC SW 杜塞尔多夫」、「FC 朗根费尔德」和「TV Refrath」三家俱樂部。他現在仍是「TV Refrath」的隊員。

### 2017世锦赛
2017年8月，  拉斐尔·贝克參加苏格兰格拉斯哥舉行的世界羽毛球錦標賽，他和卡拉·尼尔特出戰混合双打項目。首圈以2比1 （15-21、21-19、21-11）逆转了法国的汤姆·吉凯尔/德尔菲娜·德尔吕。但在第二圈中，面对赛会12号种子、香港次号组合的鄧俊文/謝影雪以0比2 （11-21、17-21）不敌对手，32强止步。

## 主要比賽成績
| 年份   | 賽事                     | 公開賽級別 | 項目     | 搭檔              | 成績   |
| ------ | ------------------------ | ---------- | -------- | ----------------- | ------ |
| 2011年 | 歐洲青年羽毛球錦標賽     | 其他       | 混合團體 | －                | 冠軍   |
| 2013年 | 葡萄牙羽毛球國際賽       | 國際系列賽 | 男子雙打 | 法比安·霍尔茨     | 準決賽 |
| 2014年 | 毛里裘斯羽毛球國際賽     | 國際系列賽 | 男子雙打 | 安德烈亚斯·海因茨 | 冠軍   |
| 2014年 | 白夜羽毛球賽             | 國際挑戰賽 | 男子雙打 | 安德烈亚斯·海因茨 | 亞軍   |
| 2014年 | 巴西羽毛球大獎賽         | 大獎賽     | 男子雙打 | 安德烈亚斯·海因茨 | 亞軍   |
| 2014年 | 瑞士羽毛球國際賽         | 國際挑戰賽 | 男子雙打 | 安德烈亚斯·海因茨 | 準決賽 |
| 2014年 | 蘇格蘭羽毛球大獎賽       | 大獎賽     | 男子雙打 | 安德烈亚斯·海因茨 | 亞軍   |
| 2015年 | 歐洲運動會羽毛球比賽     | 其他       | 男子雙打 | 安德烈亚斯·海因茨 | 銅牌   |
| 2015年 | 歐洲運動會羽毛球比賽     | 其他       | 混合雙打 | 基拉·卡滕贝克     | 銅牌   |
| 2015年 | 保加利亞羽毛球國際賽     | 國際挑戰賽 | 男子雙打 | 彼得·卡斯巴尔     | 冠軍   |
| 2015年 | 瑞士羽毛球國際賽         | 國際挑戰賽 | 男子雙打 | 彼得·卡斯巴尔     | 準決賽 |
| 2015年 | 愛爾蘭羽毛球公開賽       | 國際挑戰賽 | 男子雙打 | 彼得·卡斯巴尔     | 冠軍   |
| 2016年 | 歐洲男子羽毛球團體錦標賽 | 其他       | 男子團體 | －                | 季軍   |
| 2016年 | 愛爾蘭羽毛球公開賽       | 國際挑戰賽 | 男子雙打 | 彼得·卡斯巴尔     | 準決賽 |
| 2017年 | 歐洲羽毛球混合團體錦標賽 | 其他       | 混合團體 | －                | 季軍   |
| 2017年 | 泰國羽毛球黃金大獎賽     | 黃金大獎賽 | 男子雙打 | 彼得·卡斯巴尔     | 亞軍   |

| 2007-2017年 | 首要超級賽 | 超級賽 | 黃金大獎賽 | 大獎賽 | 國際挑戰賽 | 國際系列賽 | 未來系列賽 | 其他 |

| 2018-2026年 | 總決賽 | 超級1000賽 | 超級750賽 | 超級500賽 | 超級300賽 | 超級100賽 | 國際挑戰賽 | 國際系列賽 | 未來系列賽 | 其他 |

### 奧運會和世錦賽參賽紀錄
|          | 搭檔              | 2015        | 2016 | 2017 |
| -------- | ----------------- | ----------- | ---- | ---- |
| 男子雙打 | 安德烈亚斯·海因茨 | 48強 (退賽) | －   | －   |
|          |                   |             |      |      |
| 混合雙打 | 卡拉·尼尔特       | －          | －   | 32強 |